# Capena furcinervis
Capena furcinervis är en insektsart som beskrevs av Stsl 1866. Capena furcinervis ingår i släktet Capena och familjen Dictyopharidae. Inga underarter finns listade i Catalogue of Life.